# Фабріс Олінга
Фабріс Олінга (фр. Fabrice Olinga, нар. 12 травня 1996, Дуала) — камерунський футболіст, нападник бельгійського «Зюлте-Варегем» та  національної збірної Камеруну.

## Клубна кар'єра
Народився 12 травня 1996 року в місті Дуала. Почавши навчатися футболу на батьківщині, 2009 продовжив навчання в Іспанії, вихованець юнацьких команд футбольних клубів «Мальорка» та «Малага».
У дорослому футболі дебютував 2012 року виступами за команду клубу «Малага», в якій провів два сезони, взявши участь лише у 10 матчах чемпіонату. 
У січні 2014 року був відданий в оренду до бельгійського клубу «Зюлте-Варегем».

## Виступи за збірну
2012 року дебютував в офіційних матчах у складі національної збірної Камеруну. Наразі провів у формі головної команди країни 7 матчів, забивши 1 гол.
2 червня 2014 року головний тренер збірної Камеруну Фолькер Фінке включив 18-річного нападника до заявки збірної для участі у фінальній частині чемпіонату світу 2014 у Бразилії.

## Статистика виступів

### Статистика клубних виступів
| Сезон   | Команда  | Чемпіонат | Чемпіонат | Чемпіонат | Національний кубок | Національний кубок | Національний кубок | Континентальні кубки | Континентальні кубки | Континентальні кубки | Інші змагання | Інші змагання | Інші змагання | Усього | Усього |
| Сезон   | Команда  | Ліга      | Ігор      | Голів     | Ліга               | Ігор               | Голів              | Ліга                 | Ігор                 | Голів                | Ліга          | Ігор          | Голів         | Ігор   | Голів  |
| ------- | -------- | --------- | --------- | --------- | ------------------ | ------------------ | ------------------ | -------------------- | -------------------- | -------------------- | ------------- | ------------- | ------------- | ------ | ------ |
| 2012–13 | «Малага» | ПД        | 2         | 1         | КІ                 | 2                  | 0                  | ЛЧ                   | 1                    | 1                    | -             | -             | -             | 5      | 2      |
| 2013–14 | «Малага» | ПД        | 8         | 0         | КІ                 | -                  | -                  |                      | -                    | -                    | -             | -             | -             | 8      | 0      |
| Усього  | Усього   |           | 10        | 1         |                    | 2                  | 0                  |                      | 1                    | 1                    |               | -             | -             | 13     | 2      |